# 14e cérémonie des Lumières
 (décembre 2021).

La 14e cérémonie des Lumières de la presse internationale s'est déroulée le 19 janvier 2009 à l’Auditorium de l'Hôtel de ville de Paris et était présidée par la comédienne Jeanne Balibar et animée par la journaliste Estelle Martin.

## Palmarès

### Meilleur film
- Entre les murs de Laurent Cantet[1]
  - Aide toi, le ciel t'aidera de François Dupeyron
  - Mesrine de Jean-François Richet
  - Séraphine de Martin Provost
  - Un conte de Noël d'Arnaud Desplechin

### Meilleure mise en scène
- François Dupeyron pour Aide-toi, le ciel t'aidera
  - Laurent Cantet pour Entre les murs
  - Arnaud Desplechin pour Un conte de Noël
  - Martin Provost pour Séraphine
  - Jean-François Richet pour Mesrine

### Meilleure actrice
- Yolande Moreau pour le rôle de Séraphine Louis dans Séraphine
  - Catherine Frot pour L'Empreinte de l'ange de Safy Nebbou
  - Kristine Scott-Thomas pour Il y a longtemps que je t'aime de Philippe Claudel
  - Sylvie Testud pour Sagan de Diane Kurys
  - Félicité Wouassi pour Aide toi, le ciel t'aidera de François Dupeyron

### Meilleur acteur
- Vincent Cassel pour le rôle de Jacques Mesrine dans L'Instinct de mort et L'Ennemi public n° 1
  - Albert Dupontel pour Deux jours à tuer de Jean Becker
  - André Dussollier pour Cortex de Nicolas Boukhrief
  - Kad Merad pour Bienvenue chez les Ch'tis de Dany Boon
  - Claude Rich pour Aide-toi, le ciel t'aidera de François Dupeyron
  - Nomination spéciale : Guillaume Depardieu pour Versailles de Pierre Schoeller

### Meilleur espoir féminin
- Nora Arnezeder pour le rôle de Douce dans Faubourg 36
  - Leïla Bekhti pour Des poupées et des anges de Nora Hamdi
  - Karina Testa pour Des poupées et des anges de Nora Hamdi
  - Bertille Noël-Bruneau pour Le Renard et l'Enfant de Luc Jacquet
  - Sara Reguigue pour Mascarades de Lyes Salem
  - Léa Seydoux pour La Belle Personne de Christophe Honoré

### Meilleur espoir masculin
- Mohamed Bouchaïb pour le rôle de Khliffa dans Mascarades
  - Anton Balekdjian pour Un monde à nous de Frédéric Balekdjian
  - Emile Berling pour Les Hauts Murs de Christian Faure
  - François Civil pour Soit je meurs, soit je vais mieux de Laurence Ferreira Barbosa
  - Marco Cortes pour Khamsa de Karim Dridi
  - Nomination spéciale : Les élèves dans le film Entre les murs de Laurent Cantet : Nassim Amrabt, Laura Baquela, Cherif Bounaïdja Rachedi, Juliette Demaille, Dalla Doucouré, Arthur Fogel, Damien Gomes, Louise Grinberg, Qifei Huang, Wei Huang, Franck Keïta, Henriette Kasaruhanda, Lucie Landrevie, Agame Malembo-Emene, Rabah Naït Oufella, Carl Nanor, Esmeralda Ouertani, Eva Paradiso, Rachel Régulier, Angelica Sancio, Samantha Soupirot, Boubacar Touré, Justine Wu, Atouma Dioumassy, Nitany Gueyes

### Meilleur scénario
- J'ai toujours rêvé d'être un gangster – Samuel Benchetrit
  - Dany Boon, Franck Magnier, Alexandre Charlot pour Bienvenue chez les Ch'tis
  - François Bégaudeau, Laurent Cantet, Robin Campillo pour Entre les murs
  - Benoît Delépine, Gustave Kerven pour Louise-Michel
  - Martin Provost, Marc Abdelnour pour Séraphine

### Meilleur film francophone
- Le Silence de Lorna de Jean-Pierre Dardenne et Luc Dardenne (France, Belgique, Italie)
  - Faro, la reine des eaux de Salif Traoré (France, Burkina Faso, Mali)
  - Rumba de Dominique Abel, Fiona Gordon, Bruno Romy (France, Belgique)
  - Home d'Ursula Meïer (France, Suisse, Belgique)
  - Johnny Mad Dog de Jean-Stéphane Sauvaire (France, Belgique, Liberia)

### Meilleure photographie
- Agnès Godard pour Home

### Prix du public mondial(remis parTV5 Monde)
- Entre les murs de Laurent Cantet

### Meilleur espoir - Nomination spéciale
- Entre les murs – Lucie Landrevie, Rabah Naït Oufella, Carl Nanor, Esmeralda Ouertani, Eva Paradiso, Henriette Kasaruhanda, Franck Keïta, Rachel Régulier, Angelica Sancio, Samantha Soupirot, Juliette Demaille, Boubacar Touré, Justine Wu, Laura Baquela, Dalla Doucouré, Agame Malembo-Emene, Atouma Dioumassy, Arthur Fogel, Damien Gomes, Nitany Gueyes, Cherif Bounaïdja Rachedi, Khalid Amrabt, Wei Huang, Louise Grinberg et Qifei Huang[2].